# 公平水库
公平水库位于中国广东省汕尾市海丰县，是以灌溉、供水为主要功能的大型水库。现灌溉农田11200公顷。
已设立海丰公平大湖省级自然保护区。